# Rouleau (peinture)

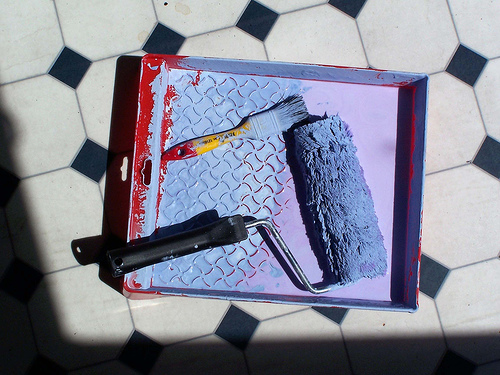
Un rouleau de peinture.

Un rouleau de peinture est un outil permettant d'appliquer de la peinture sur de grandes surfaces planes, se composant d'un manche (aussi dénommé monture), et d'un manchon, cylindre en matière absorbante tournant autour d'un axe. Le peintre charge le rouleau en le déplaçant quelques instants dans un récipient de peinture, puis le fait rouler en mouvements réguliers sur la surface à peindre jusqu'à ce que le rouleau ait à nouveau besoin d'être rechargé.
Le manche est réutilisable et il est possible de nettoyer et réutiliser le manchon.